# Deporte en los Países Bajos

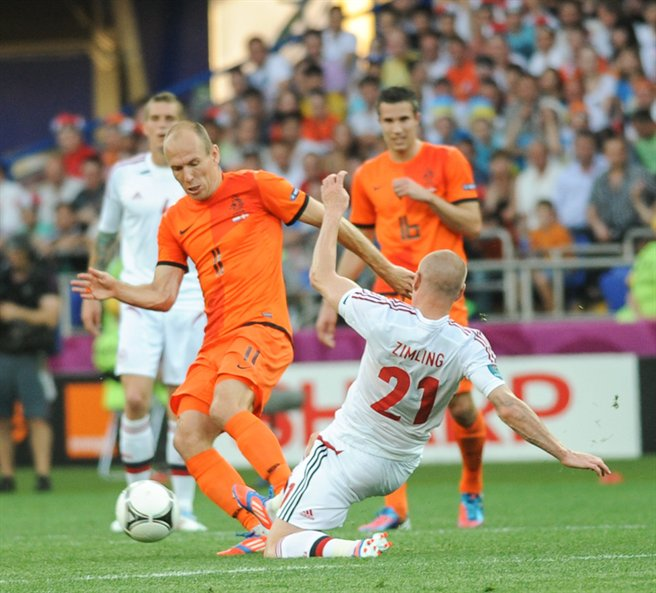
Arjen Robben lucha por la pelota en un partido de la selección de fútbol de los Países Bajos en la Eurocopa.

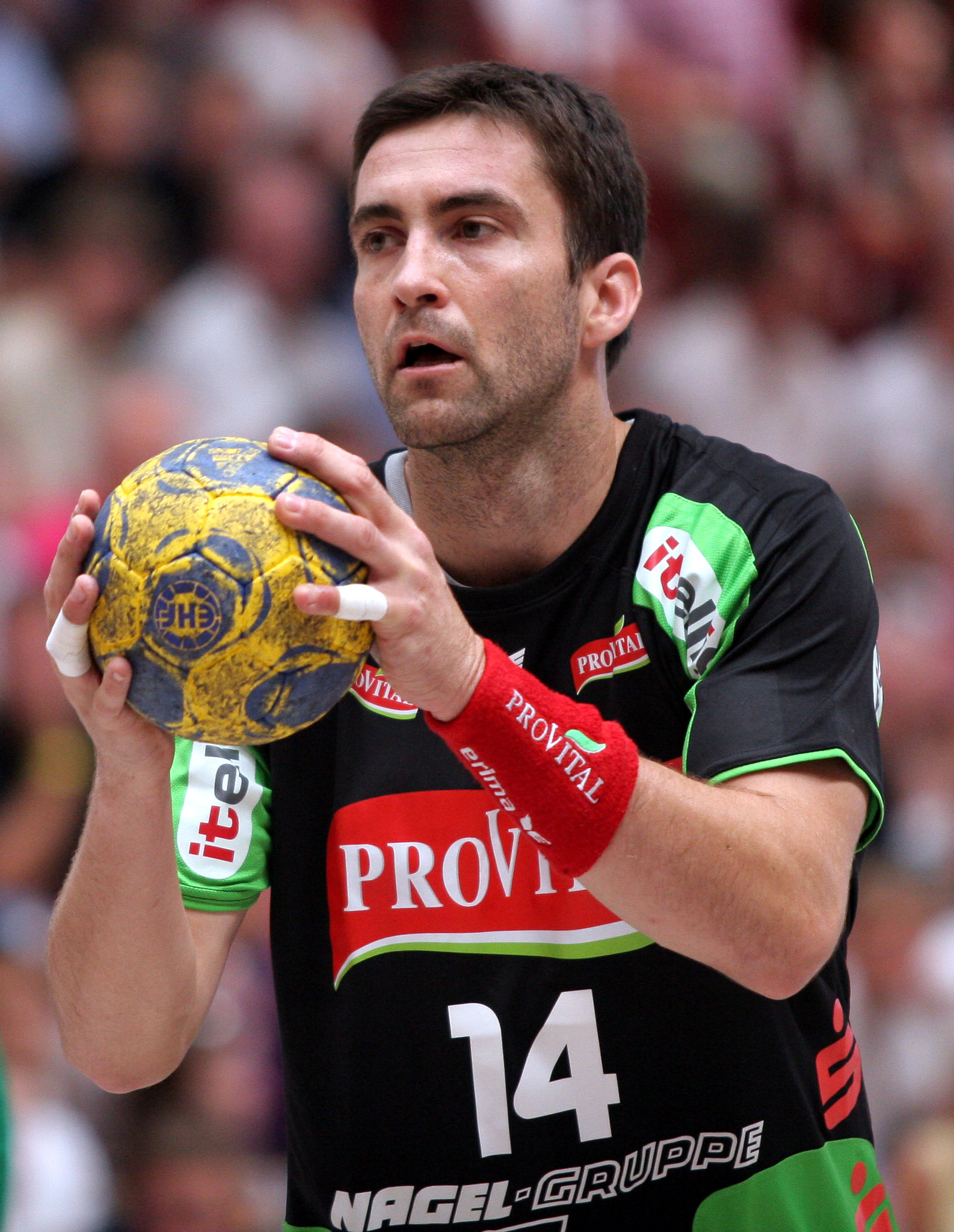
Mark Schmetz, jugador y entrenador profesional de balonmano

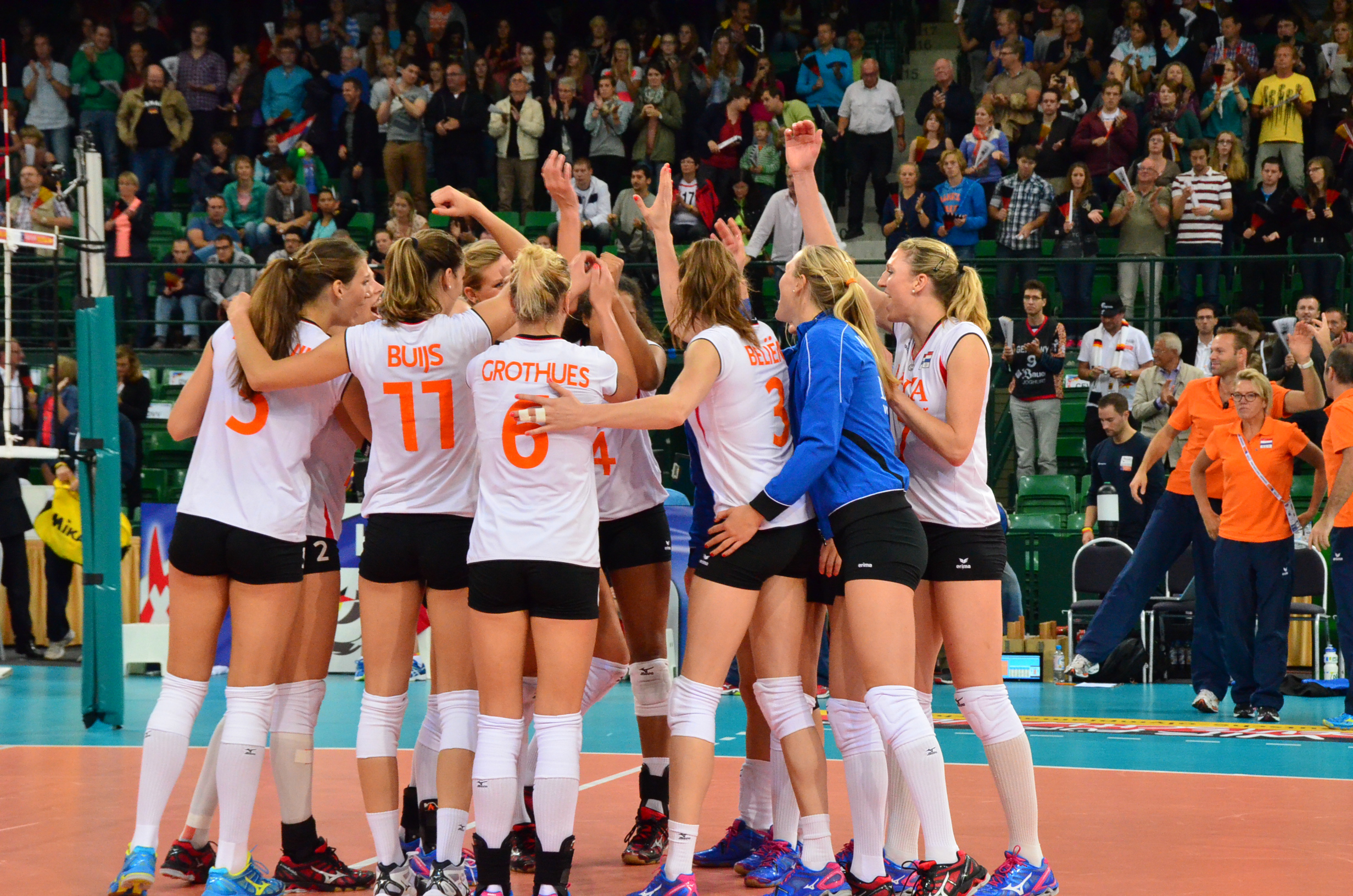
Festejo de la selección femenina de vóleibol en un partido del campeonato europeo

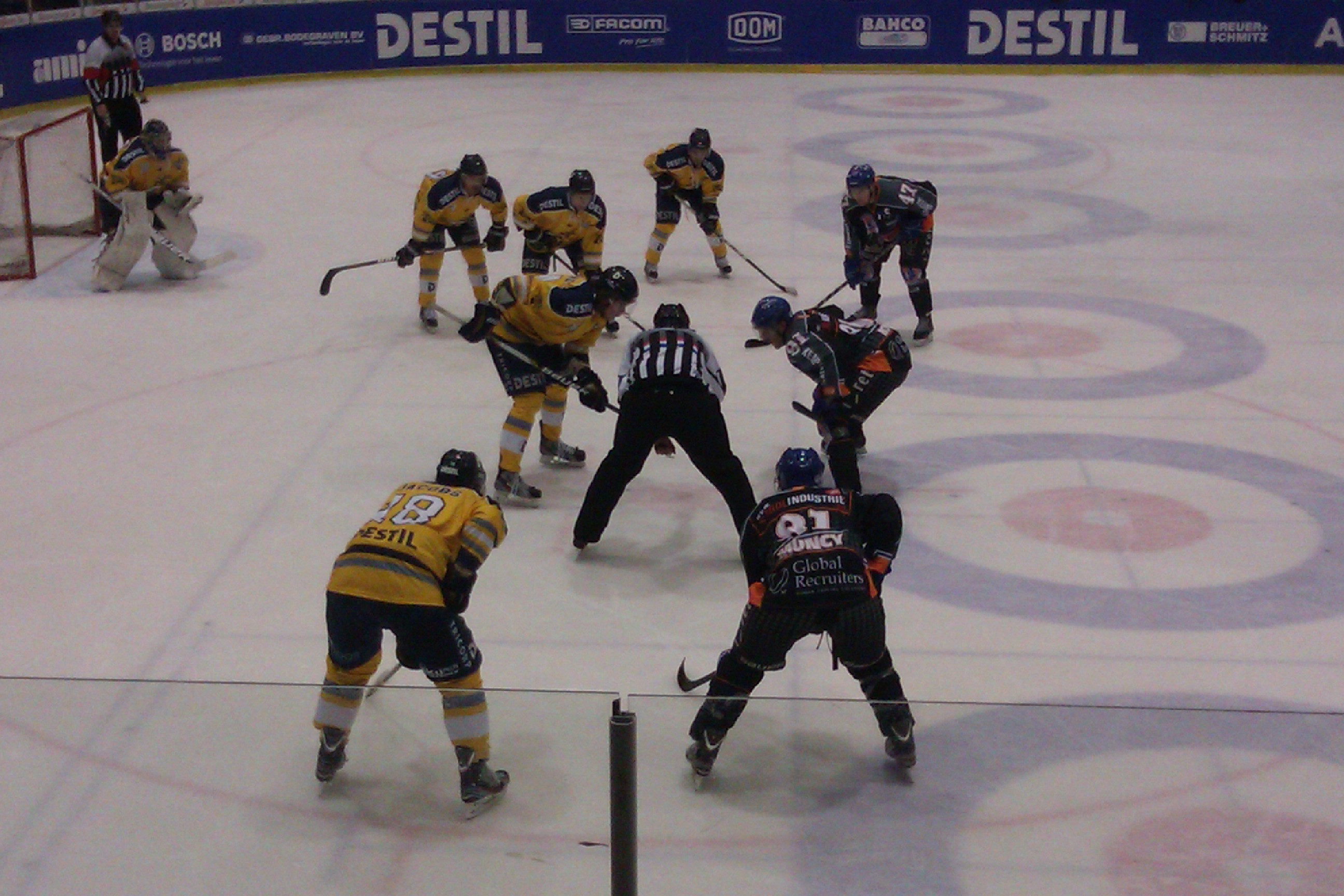
Partido de la División de Honor de hockey sobre hielo

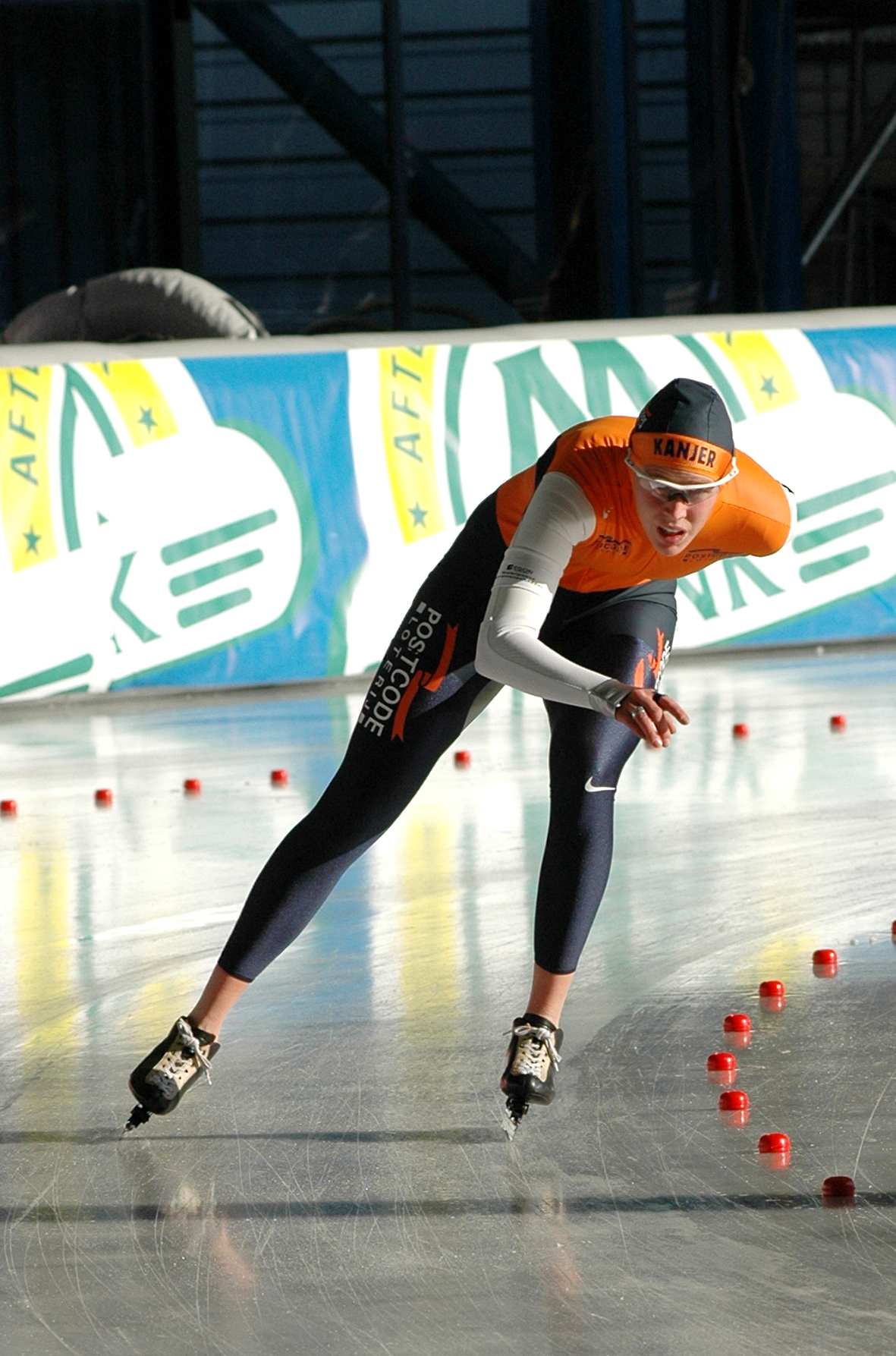
Wieteke Cramer, patinadora de velocidad

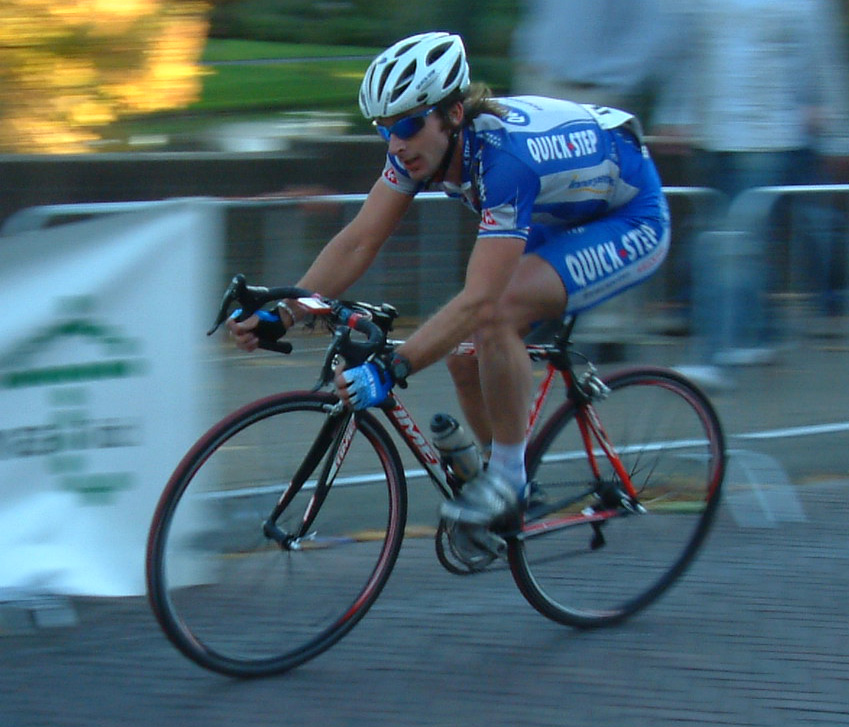
Servais Knaven, ciclista profesional

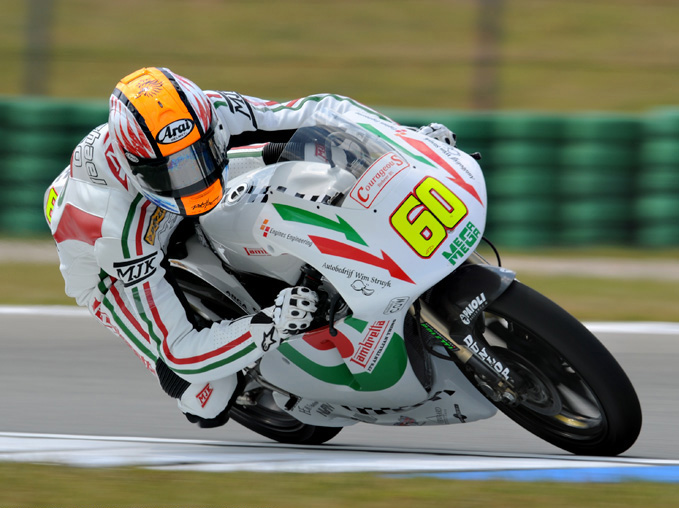
Michael van der Mark, piloto de Moto2 y Supersport

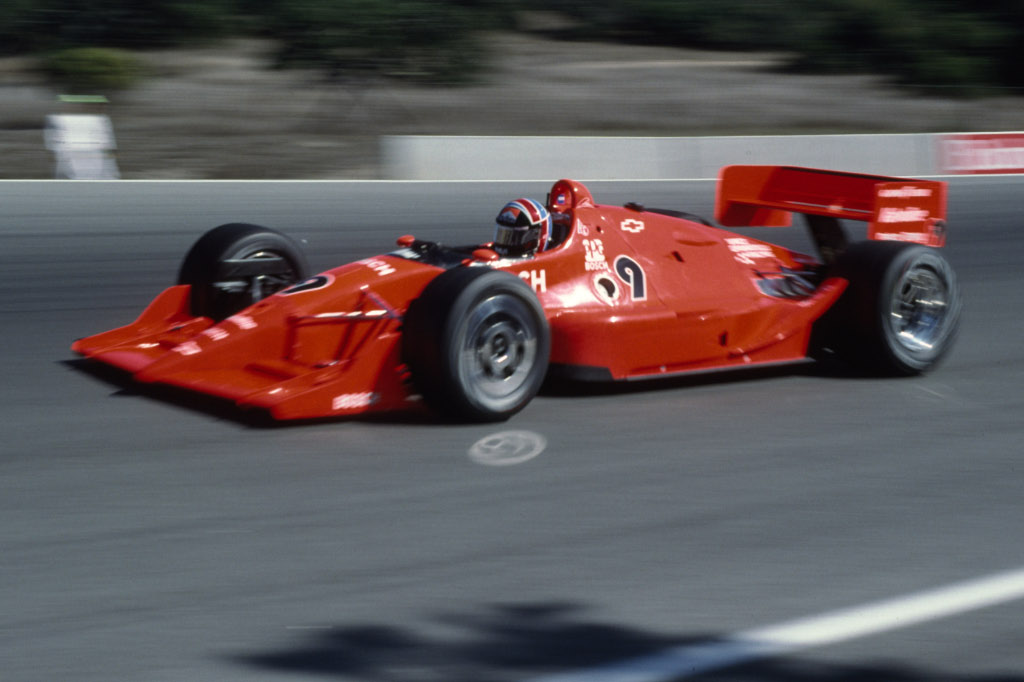
Arie Luyendyk, ganador de las 500 Millas de Indianápolis, 24 Horas de Daytona y 12 Horas de Sebring

El deporte en los Países Bajos ha dado grandes atletas de renombre a lo largo de su historia. Aproximadamente 4.5 millones de las 16 millones de personas que viven en los Países Bajos están registradas en uno de los 35.000 clubes deportivos del país. Sobre dos terceras partes de la población mayor de 15 años practica deportes el fin de semana.
El fútbol es la disciplina con más aficionados, seguida por la de hockey y voleibol en cuanto a deportes de equipo. El tenis, la gimnasia y el golf son los tres más practicados en cuanto a deportes individuales. También se practican varios deportes nativos de los Países Bajos como el fierljeppen (polsstokverspringen), el beugelen, el kaatsen, el klootschieten, el kolven y el korfbal.
La organización de deportes empezó a finales del siglo XIX y comienzos del siglo XX. Se establecieron las federaciones deportivas, como la de skate de velocidad en 1882, crearon y unificaron las reglas y comenzaron su existencia los clubs deportivos. También se estableció en 1912 el Comité Olímpico Nacional de los Países Bajos.
Una figura influyente en el deporte de los Países Bajos fue Pim Mulier. En 1879, fundó el primer club de rugby y de fútbol del país, así como también estuvo envuelto en la creación del primer club de tenis en 1884 y cinco años más tarde estableció la antecesora de la Asociación de Fútbol de los Países Bajos. También introdujo el hockey en 1896.
Las selecciones nacionales de los Países Bajos suelen utilizar vestimenta naranja, el color simbólico de la familia real neerlandesa, la Casa de Orange-Nassau. Los días de competencia es común que los neerlandeses vistan naranja en público y exhiban decoraciones naranjas, lo que se conoce como Oranjegekte o oranjekoorts (locura / fiebre naranja).

## Deportes de equipo

### Béisbol
La Selección de béisbol de los Países Bajos es la más potente de Europa y la que más éxitos ha tenido a nivel internacional, aunque hay que matizar que la gran mayoría de sus componentes proceden de las islas caribeñas de Curazao y Aruba, en las que el béisbol es el deporte más popular.

### Fútbol
La selección de fútbol de los Países Bajos es una de las mayores potencias futbolísticas mundiales ya que ha ganado en una ocasión el Campeonato Europeo de Fútbol en 1988, además de ser finalista de la Copa Mundial de Fútbol en 1974 y 1978; por tercera ocasión logra ser finalista de la Copa Mundial de Fútbol en Sudáfrica 2010.
Patrick Kluivert es el mayor goleador del equipo nacional con 40 goles, aunque sus mayores figuras históricas han sido Johan Cruyff, subcampeón de la Copa Mundial de Fútbol en 1974 y Marco van Basten, campeón de la Eurocopa en 1988. Ambos jugadores han ganado en tres ocasiones el Balón de Oro, siendo junto a Michel Platini los jugadores con más galardones de la historia. Además los Países Bajos han sido sede de la Eurocopa 2000, junto a Bélgica, siendo finalmente eliminados en las semifinales. 
El fútbol es el deporte más practicado, junto con el ciclismo, en todo el país y cuenta con tres clubes que se han repartido históricamente casi todos los títulos de la Eredivisie (liga neerlandesa). Estos clubes son el Ajax Ámsterdam campeón de la liga en 21 ocasiones, el PSV Eindhoven campeón en 18 ocasiones y el Feyenoord Rotterdam campeón en 9 más. Además el Ajax ha ganado 17 títulos de la Copa de los Países Bajos y 7 de la Supercopa de los Países Bajos. El PSV ha ganado 8 copas y 7 supercopas, en tanto que el Feyenoord ha ganado 11 copas y 2 supercopas.
A nivel internacional, el Ajax ha sido 4 veces ganador de la Liga de Campeones de la UEFA, una vez campeón de la Recopa de Europa, en otra ocasión campeón de la Copa de la UEFA, en dos ocasiones campeón de la Supercopa de Europa y en otras dos ocasiones la Copa Intercontinental. Por su parte, el PSV ha ganado en una ocasión la Liga de Campeones de la UEFA y en otra ocasión la Copa de la UEFA. Por último, el Feyenoord ha ganado una vez la Liga de Campeones de la UEFA, en otra ocasión la Copa Intercontinental y en dos ocasiones la Copa de la UEFA.

### Hockey sobre hierba
El hockey sobre césped también es uno de los deportes más practicados en el país y es una de las selecciones, históricamente, más fuertes del mundo. 
La selección masculina ha obtenido grandes resultados a lo largo de su historia, siendo la segunda mejor selección histórica en los Campeonatos Mundiales de Hockey sobre Hierba, solo por detrás de la selección de Pakistán que ha ganado en cuatro ocasiones el torneo, por las tres de la selección de los Países Bajos. En el Campeonato Europeo de Hockey sobre Hierba también es la segunda mejor selección histórica después de haber ganado el título en tres ocasiones, por las seis veces que lo ha ganado el combinado de Alemania. A su vez, también es el segundo mejor equipo en la historia del Champions Trophy en cuanto a número de victorias, ya que han obtenido 8 títulos por los 9 de la selección alemana.
Por su parte la selección femenina lidera los palmarés del Campeonato del Mundo y del Campeonato de Europa. En el mundial han sido vencedoras en seis ocasiones por las dos ocasiones en las que han ganado, Argentina, Australia y Alemania. En el europeo han ganado hasta en seis ocasiones, ganando únicamente Alemania e Inglaterra en una ocasión cada una. Por su parte en el Champions Trophy han ganado en 6 ocasiones siendo segunda en el palmarés junto a Australia, por detrás de Argentina que ha obtenido el título en 7 ocasiones.
En los Juegos Olímpicos la selección masculina se hizo con la medalla de oro en dos ocasiones consecutivas, en 1996 y en el año 2000. Es el cuarto en el palmarés después de la India, Pakistán e Inglaterra. La selección femenina por su parte ha ganado en 4 ocasiones el oro, 2 de plata y 3 de bronce, siendo líder del palmarés.

## Deportes individuales

### Ciclismo
El ciclismo es el deporte de mayor trascendencia en el país. Jan Janssen y Joop Zoetemelk fueron algunos de los neerlandeses que compitieron en el tradicional Tour de Francia y el Campeonato del Mundo de ciclismo, y lo han ganado, al igual que en los Juegos Olímpicos. Por su parte, Hennie Kuiper y Jan Raas han ganado cuatro monumentos cada uno.
En ciclismo femenino es uno de los países más potentes, destacando entre otras Leontien Van Moorsel que consiguió ganar en 2 ocasiones el Tour de Francia femenino, así como dos medallas de oro en Sídney 2000 y sendos campeonatos mundiales en ruta y CRI; y también Marianne Vos, la actual número 1 del mundo y que solo en 2012 consiguió victorias en la general del Giro de Italia femenino y en el Campeonato del mundo, además del oro olímpico en la prueba en ruta en Londres 2012.
Anualmente se disputa en los Países Bajos la Amstel Gold Race, una prueba valedera para el UCI World Tour, y que goza de gran prestigio entre las clásicas de un día. En tanto, el país ha albergado la partida del Tour de Francia de 1954, 1973, 1978, 1996, 2010 y 2015.
También destacan en el ciclismo en pista, modalidad en la que han conseguido varios campeonatos del mundo.

### Artes marciales mixtas
En años recientes, las artes marciales mixtas (MMA) se han convertido en uno de los deportes individuales con mayor crecimiento en los Países Bajos. 
Entre los máximos exponentes neerlandeses están Alistair Overeem, Bas Rutten, Gegard Mousasi, Stefan Struve, Gilbert Yvel y Reinier de Ridder. Rutten fue el primer peleador tanto de su país como de Europa en ganar un título mundial en Ultimate Fighting Championship; Mousasi es el único neerlandés en ganar títulos en dos organizaciones (Strikeforce y Bellator MMA); y De Ridder el único en ganar títulos de manera simultánea, al conquistar las preseas de las divisiones mediano y semipesado de ONE Championship.
La máxima exponente del MMA femenil es Marloes Coenen, ex campeona peso gallo en Strikeforce.

### Natación
También destaca el país en natación con grandes nadadores y diversos récords mundiales como Inge de Bruijn, ganadora de 8 medallas olímpicas entre 2000 y 2004, 4 de ellas de oro, además de batir 10 récords mundiales. También muy importante ha sido Pieter van den Hoogenband, 3 veces campeón olímpico, 14 veces campeón europeo y 43 campeón nacional. Marleen Veldhuis por su parte está en posesión del récord mundial de 50 metros libres y comparte actualmente el récord mundial en 4 x 100 libre.

### Atletismo
Los Países Bajos han logrado 23 medallas de atletismo en los Juegos Olímpicos (8 oros, 10 platas y 6 bronces). La "mamá voladora" Fanny Blankers-Koen ganó cuatro medallas de oro en los Juegos Olímpicos de 1948, además de obtener 20 récords mundiales a lo largo de su carrera. Ria Stalman ganó la prueba de lanzamiento de disco en Los Ángeles 1984, mientras que Ellen van Langen triunfó en los 800 metros en Barcelona 1992. Femke Bol ha participado en dos Juegos Olímpicos de Verano, obteniendo cuatro medallas, bronce en Tokio 2020, en la prueba de 400 m vallas, y tres en París 2024, oro en 4 × 400 m mixto, plata en 4 × 400 m y bronce en 400 m vallas.

### Tenis
En este deporte la figura individual más destacada ha sido Richard Krajicek ya que es el único neerlandés en ganar un torneo de Grand Slam en toda la historia, concretamente el Torneo de Wimbledon, en 1996. Martin Verkerk es otro tenista que ha llegado a una final de Grand Slam, en 2003, aunque cayó ante Juan Carlos Ferrero en Roland Garros.
Destacan también las victorias en dobles de la pareja Jacco Eltingh y Paul Haarhuis, una de las mejores parejas de la historia, ya que han sido ganadores en una ocasión del Abierto de Australia, en otra del Campeonato de Wimbledon, en otra del Abierto de los Estados Unidos y en dos ocasiones de Roland Garros. También fueron los vencedores en dos ocasiones de la Tennis Masters Cup.

### Deporte motor
Desde 1952 hasta 1985, el Gran Premio de los Países Bajos fue puntuable para la Fórmula 1. Se disputó en el Circuito de Zandvoort, retornado al gran circo en 2021, que además albergó carreras del Deutsche Rennsport Meisterschaft, el Deutsche Tourenwagen Masters, el Campeonato Europeo de Turismos y el Campeonato Mundial de Turismos, además del Masters de Fórmula 3.
Los pilotos de automovilismo más famosos de este país han sido Max Verstappen, único campeón del mundo de Fórmula 1 de este país, Arie Luyendyk, Christijan Albers, Robert Doornbos, Tom Coronel, Jan Lammers, Jeroen Bleekemolen, Toine Hezemans, Mike Hezemans, Duncan Huisman, Patrick Huisman, Nicky Pastorelli, Gérard de Rooy y Hans Stacey. En la temporada 2013, la parrilla cuenta de nuevo con un neerlandés entre sus filas, Giedo van der Garde. La escudería de Fórmula 1 Spyker corrió con bandera neerlandesa.
El 15 de mayo de 2016, Max Verstappen se ha convertido en el primer piloto neerlandés en ganar un gran premio de Fórmula 1, a la vez de ser el más joven en la historia en conseguirlo. Y 5 años después, en 2021, se ha convertido en el primer neerlandés en ser campeón del mundo, repitiendo título en el año 2022 y 2023. Los mayores éxitos en dicha categoría llegaron desde la familia Verstappen, puesto aparte de Max el único piloto neerlandés que ha logrado subir al podio en un gran premio fue su padre, Jos Verstappen.
El Gran Premio de los Países Bajos de Motociclismo se disputa en el Circuito de Assen, considerado la catedral del motociclismo de velocidad, y forma parte del Campeonato Mundial de Motociclismo, en el cual han destacado pilotos como Hans Spaan o Wilco Zeelenberg. Assen también recibió al Campeonato Mundial de Superbikes, el Campeonato Mundial de Motociclismo de Resistencia, la Champ Car y la Superleague Formula.
En rallies destaca el Tulpenrallye prueba que tuvo gran éxito en los años 50 y 60 y que formó parte del Campeonato de Europa de Rally.

## Juegos Olímpicos
El país ha logrado un total de 266 medallas, entre ellas 77 de oro, destacándose en hockey sobre hierba, natación, ciclismo, equitación, judo y vóleibol.
Por su parte, ha conseguido 37 medallas de oro y 110 totales en los Juegos Olímpicos de Invierno; sus mejores actuaciones han sido el cuarto puesto en 1972, quinto en 2014 y sexto en 1968 y 1998. La inmensa mayoría de las medallas las ha conseguido en patinaje de velocidad, disciplina en la que lideran en el historial.

## Selecciones nacionales
- Selección de baloncesto de los Países Bajos
- Selección femenina de balonmano de los Países Bajos
- Selección de fútbol de los Países Bajos
- Selección femenina de fútbol de los Países Bajos
- Selección de fútbol playa de los Países Bajos
- Selección masculina de hockey sobre hierba de los Países Bajos
- Selección femenina de hockey sobre hierba de los Países Bajos
- Equipo de Copa Davis de los Países Bajos
- Selección de voleibol de los Países Bajos
- Selección femenina de voleibol de los Países Bajos
- Selección femenina de waterpolo de los Países Bajos